# Laxvik
Laxvik is een plaats in Zweden, in de gemeente Halmstad in het landschap Halland en de provincie Hallands län. De plaats heeft 469 inwoners (2005) en een oppervlakte van 56 hectare.